# Eugen Bönsch
Eugen Bönsch (Groß Aupa. 1897. május 1. – Ehrwald, 1951. július 24.) az Osztrák–Magyar Monarchia 16 légi győzelmet elérő ászpilótája volt az első világháborúban.

## Élete
Eugen Bönsch 1897. május 1-én született a csehországi Groß Aupa (ma Velká Úpa) faluban, német családban. Ipari szakiskolát végzett, gépészetet és gépgyártást tanult. 1915-ben, miután betöltötte 18. évét, önként jelentkezett a hadseregbe. Az alapkiképzés után a Légjárócsapatokhoz kérte magát. A 6. repülőpótszázadnál szolgált szerelőként, majd 1917-ben a 8. pótszázadnál elvégezte a pilótatanfolyamot. Igazolványát június 22-én kapta kézhez, hat nappal később pedig előléptették tizedessé.
1917 augusztusában az akkor megalakított 51. vadászrepülő-századhoz irányították, az olasz frontra. Első légi győzelmét szeptember 1-jén aratta; a Monte San Gabriele térségében lelőtt egy olasz Nieuport vadászgépet. Szeptember 15-ére már teljesítette a tizenkét ellenséges terület fölötti bevetést, ami a tábori pilótai minősítéshez volt szükséges. Szeptember 28-án az erős légvédelem és két ellenséges vadász tüzével nem törődve kilőtt egy megfigyelőballont, másnap pedig egy Nieuport repülőt kényszerített földre.
Az ászpilótai státuszhoz szükséges ötödik légi győzelmét 1918. február 21-én aratta; a Piave-menti Papadopoli-szigettől délre egy Sopwith Camel vált áldozatává. Március 10-én két társával együtt meghiúsította egy bombázókból és hét Hanriot vadászból álló olasz kötelék támadását az osztrák-magyar repülőterek ellen. A válaszcsapások során bombázókat kísért Marcon, Treviso és Portegrandi fölé, eközben március 16-án újabb Sopwith Camelt sikerült lelőnie. Áprilisban egy ballonnal és egy SAML felderítővel gyarapodott diadallistája.
A második piavei csata (1918. június 15-22.) során előbb egy megfigyelőballont, majd négy nappal később egy együléses felderítő repülőgépet lőtt le; utóbbival megszerezte tizedik igazolt légi győzelmét. Augusztus 8-án újabb ballont gyújtott fel. 1918 októberében öt légi győzelmet sikerült szereznie, ebből négyet a Vittorio Venetó-i csatában (október 24.-november 3.). Eközben október 28-án Albatros D.III-as gépét három olasz pilóta (köztük Flaminio Avet) kilőtte, csak ejtőernyővel sikerült megmentenie életét. Ellenséges területen ért földet, de sikerült visszatérnie saját vonalaihoz és másnap már ismét repülőgépbe ült.
A világháború után visszatért szülőföldjére és csehszlovák állampolgár lett, egy hegyi fogadó üzemeltetéséből élt. A második világháborúban századosi rangban a német Luftwaffében szolgált és a szászországi Osachtz repülőterének volt a parancsnoka. A háború után osztrák állampolgár lett és testvére ehrwaldi szállodájában lakott. 1951. július 24-én, 54 évesen halt meg.

## Kitüntetései
- Arany Vitézségi Érem (háromszor)
- Károly Csapatkereszt

## Légi győzelmei
| Sorszám | Dátum                | Beosztási hely   | Repülőgép típusa | Ellenfél       |
| 1       | 1917. szeptember 1.  | 51. vadászszázad | Albatros D.III   | Nieuport Scout |
| 2       | 1917. szeptember 28. | 51. vadászszázad | Albatros D.III   | Ballon         |
| 3       | 1917. szeptember 29. | 51. vadászszázad | Albatros D.III   | Nieuport Scout |
| 4       | 1917. december 3.    | 51. vadászszázad | Albatros D.III   | Ballon         |
| 5       | 1918. február 21.    | 51. vadászszázad | Albatros D.III   | Sopwith Camel  |
| 6       | 1918. március 16.    | 51. vadászszázad | Albatros D.III   | Sopwith Camel  |
| 7       | 1918. április 3.     | 51. vadászszázad | Albatros D.III   | Ballon         |
| 8       | 1918. április 17.    | 51. vadászszázad | Albatros D.III   | SAML 2         |
| 9       | 1918. június 16.     | 51. vadászszázad | Albatros D.III   | Ballon         |
| 10      | 1918. június 20.     | 51. vadászszázad | Albatros D.III   | Scout          |
| 11      | 1918. augusztus 8.   | 51. vadászszázad | Albatros D.III   | Ballon         |
| 12      | 1918. október 5.     | 51. vadászszázad | Albatros D.III   | Ballon         |
| 13      | 1918. október 27.    | 51. vadászszázad | Albatros D.III   | R.E.8.         |
| 14      | 1918. október 27.    | 51. vadászszázad | Albatros D.III   | Sopwith Camel  |
| 15      | 1918. október 28.    | 51. vadászszázad | Albatros D.III   | Hanriot HD.1   |
| 16      | 1918. október 29.    | 51. vadászszázad | Albatros D.III   | Hanriot HD.1   |